# Okayama Seagulls
Okayama Seagulls (dosł. pol. Mewy z Okayamy) – żeński klub piłki siatkowej z Japonii. Został założony w 1999 roku z siedzibą w mieście Okayama. Występuje w V.League.

## Sukcesy
Mistrzostwo Japonii:
- 2014, 2020
- 2013

## Kadra w sezonie 2009/10
- 1  Minami Yoshida
- 2  Mai Yamaguchi
- 3  Nobuko Yonemura
- 5  Mai Fukuda
- 6  Natsumi Horiguchi
- 7  Chie Kanda
- 8  Aki Kawabata
- 9  Sachiko HIgashitani
- 11  Midori Kitamura
- 12  Natsumi Murata
- 13  Hidemi Takamatsu
- 14  Haruka Miyashita
- 15  Hiroko Okano
- 16  Ayaka Noguchi
- 17  Arisa Kobayashi
- 18  Junko Kanamori
- 20  Aki Maruyama
- 21  Kazuyo Mori
- 22  Rina Urabe
- 28  Aimi Kawashima
- 29  Aya Seo
- 33  Takako Wakaura (Kapitan)
- 41  Mayumi Kosuge
- 55  Rie Hotta